# Złote przeboje (album Violetty Villas 2000)
Złote przeboje – składanka hitów Violetty Villas z 2000 roku będąca jedyną składanką Villas obejmującą piosenki z czterech dekad jej działalności artystycznej.

## Spis utworów
1. „Do ciebie mamo” – 4:23
2. „Jak nazwać miłość” – 4:03
3. „Pucybut z Rio” – 3:08
4. „Czterdzieści kasztamów” – 2:58
5. „Przyjdzie na to czas” – 3:19
6. „Dla ciebie miły” – 3:32
7. „Mazurskie wspomnienia” – 3:04
8. „Maria lao” – 3:44
9. „Spójrz prosto w oczy” – 4:31
10. „Ożeń się Johnny” – 3:08
11. „Andaluzja” – 2:56
12. „Meksykańska corrida” – 3:13
13. „Mała Inez” – 3:28
14. „To mówią marakasy” – 3:54
15. „Ave Maria no morro” – 5:57
16. „Marzeń moich nie zna nikt” – 2:59
17. „Kocham Jurka” – 2:56
18. „Gwiazdka z nieba” – 3:15
19. „Józek” – 2:31
20. „Nie jestem taka zła” – 2:34